# طواف العالم للدراجات 2014

طواف العالم للدراجات 2014 هو سباق الدراجات الهوائية السادس من نظام التصنيف الذي أطلقه الاتحاد الدولي للدراجات في عام 2009. وبدأ الموسم في 21 يناير - 14 أكتوبر وتكون من 29 مرحلة. وفاز في النتائج الفردية أليخاندرو بالبيردي أولاً، وحل ألبيرتو كونتادور ثانياً، وسيمون جيرانس ثالثاً.

## الأحداث
| طواف العالم للدراجات 2014 | طواف العالم للدراجات 2014 | طواف العالم للدراجات 2014      | طواف العالم للدراجات 2014 | طواف العالم للدراجات 2014 | طواف العالم للدراجات 2014 | طواف العالم للدراجات 2014 | طواف العالم للدراجات 2014 |
| التاريخ                   | #                         | السباق                         | الفائز                    | الثاني                    | الثالث                    |                           |                           |
| ------------------------- | ------------------------- | ------------------------------ | ------------------------- | ------------------------- | ------------------------- | ------------------------- | ------------------------- |
| 21 – 26 يناير 2014        | 6                         | داون أندر                      | سيمون جيرانس              | كاديل إفانز               | دييغو يليسي               |                           |                           |
| 09 – 16 مارس 2014         | 8                         | باريس-نيس                      | كارلوس بيتانكور           | روي كوستا                 | آرثر فيشوت                |                           |                           |
| 12 – 18 مارس 2014         | 9                         | تيرينو أدرياتيكو               | ألبيرتو كونتادور          | نيرو كوينتانا             | رومان كريوزيجير           |                           |                           |
| 23 مارس                   | 15                        | ميلان-سان ريمو                 | ألكسندر كريستوف           | فابيان كانسيليرا          | بن سويفت                  |                           |                           |
| 24 – 30 مارس 2014         | 10                        | فولتا كاتالونيا                | خواكيم رودريغيث           | ألبيرتو كونتادور          | تجي فان جارد إرين         |                           |                           |
| 28 مارس                   | 13                        | إي ثري هاريل بيك               | بيتر ساغان                | نيكي تيربسترا             | جيرانت توماس              |                           |                           |
| 30 مارس                   | 5                         | غنت-وفلجم                      | جون ديجينكولب             | ارنو ديمار                | بيتر ساغان                |                           |                           |
| 6 أبريل                   | 4                         | طواف فلاندرز                   | فابيان كانسيليرا          | جريج فان أفرمت            | سيب فانمارك               |                           |                           |
| 07 – 12 أبريل 2014        | 17                        | طواف إقليم الباسك              | ألبيرتو كونتادور          | ميكال كوياتكووسكي         | جان كريستوف بيرو          |                           |                           |
| 13 أبريل                  | 11                        | سباق باريس روبيه               | نيكي تيربسترا             | جون ديجينكولب             | فابيان كانسيليرا          |                           |                           |
| 20 أبريل                  | 12                        | سباق أمستل الذهبي              | فيليب جيلبير              | جيلي فانيندرت             | سيمون جيرانس              |                           |                           |
| 23 أبريل                  | 18                        | لا فليش والون                  | أليخاندرو بالبيردي        | دان مارتن                 | ميكال كوياتكووسكي         |                           |                           |
| 27 أبريل                  | 14                        | لييج-باستون-لييج               | سيمون جيرانس              | أليخاندرو بالبيردي        | ميكال كوياتكووسكي         |                           |                           |
| 29 أبريل – 04 مايو 2014   | 16                        | طواف روماندي                   | كريس فروم                 | سيمون سبيلاك              | روي كوستا                 |                           |                           |
| 09 مايو – 01 يونيو 2014   | 2                         | طواف إيطاليا                   | نيرو كوينتانا             | ريغوبيرتو أوران           | فابيو آرو                 |                           |                           |
| 08 – 15 يونيو 2014        | 19                        | سباق دوفين للدراجات            | أندرو تالانسكي            | ألبيرتو كونتادور          | يورغن فان دن برويك        |                           |                           |
| 14 – 22 يونيو 2014        | 3                         | طواف سويسرا                    | روي كوستا                 | ماتياس فرانك              | باوك موليما               |                           |                           |
| 05 – 27 يوليو 2014        | 1                         | طواف فرنسا                     | فينتشينزو نيبالي          | جان كريستوف بيرو          | تيبو بينو                 |                           |                           |
| 2 أغسطس                   | 21                        | طواف سان سيباستيان             | أليخاندرو بالبيردي        | باوك موليما               | خواكيم رودريغيث           |                           |                           |
| 03 – 09 أغسطس 2014        | 20                        | طواف بولندا                    | رافال مايكا               | جون ازقيراي               | بنات انساوستي             |                           |                           |
| 11 – 17 أغسطس 2014        | 22                        | طواف إينكو                     | تيم فيلانز                | لارس بوم                  | توم دومولين               |                           |                           |
| 23 أغسطس – 14 سبتمبر 2014 | 7                         | طواف إسبانيا                   | ألبيرتو كونتادور          | كريس فروم                 | أليخاندرو بالبيردي        |                           |                           |
| 24 أغسطس                  | 23                        | أوروآيز الكلاسيكي              | ألكسندر كريستوف           | جياكومو نيزولو            | سيمون جيرانس              |                           |                           |
| 31 أغسطس                  | 24                        | جي بي واست-فرنسا               | سيلفان تشافانيل           | Andrea Fedi ‏              | آرثر فيشوت                |                           |                           |
| 12 سبتمبر                 | 25                        | جائزة كيبيك الكبرى للدراجات    | سيمون جيرانس              | توم دومولين               | راموناس نافاردوساكاس      |                           |                           |
| 14 سبتمبر                 | 26                        | جائزة مونتريال الكبرى للدراجات | سيمون جيرانس              | روي كوستا                 | توني قالوبا               |                           |                           |
| 5 أكتوبر                  | 28                        | طواف لومبارديا                 | دان مارتن                 | أليخاندرو بالبيردي        | روي كوستا                 |                           |                           |
| 10 – 14 أكتوبر 2014       | 27                        | طواف بكين                      | فيليب جيلبير              | دان مارتن                 | استيبان تشافيس            |                           |                           |

## النتائج

### الترتيب الفردي (أعلى 5)
| الترتيب | الدراج                   | الفريق             | النقاط   |
| ------- | ------------------------ | ------------------ | -------- |
| الأول   | أليخاندرو بالبيردي (ESP) | فريق موفيستار      | 686 نقطة |
| الثاني  | ألبيرتو كونتادور (ESP)   | فريق تينكوف-ساكسوش | 620 نقطة |
| الثالث  | سيمون جيرانس (AUS)       | أوريكا غرين إيدج   | 478 نقطة |
| الرابع  | روي كوستا (دراج) (POR)   | لامبري آي إس دي    | 461 نقطة |
| الخامس  | فينتشينزو نيبالي (ITA)   | فريق أستانا برو    | 392 نقطة |

### ترتيب الفرق
| السنة | الأول         | الثاني               | الثالث             |
| ----- | ------------- | -------------------- | ------------------ |
| 2014  | فريق موفيستار | فريق بي إم سي راسينغ | فريق تينكوف-ساكسوش |

### ترتيب الدول
| السنة | الأول   | الثاني  | الثالث |
| ----- | ------- | ------- | ------ |
| 2014  | إسبانيا | إيطاليا | بلجيكا |